# Maria Franciszka Rubatto
Maria Franciszka Rubatto SCMR (ur. 14 lutego 1844 r. w Carmagnoli, zm. 6 sierpnia 1904 r. w Montevideo) − założycielka Sióstr Kapucynek Matki Rubatto, święta Kościoła katolickiego, dziewica.

## Życiorys
W 1848 r. zmarł jej ojciec. Wówczas zaopiekowała się chorą matką. Gdy jej matka zmarła, przeniosła się do Turynu. Poświęciła się pracy charytatywnej. Uczyła dzieci przy parafii. W dniu 23 stycznia 1885 r. otrzymała habit i przybrała imię zakonne Maria Franciszka od Jezusa. Potem założyła Instytut zakonny, który został nazwany instytutem Sióstr Kapucynek Matki Rubatto. Zmarła w opinii świętości, mając 60 lat. Została pochowana w Montevideo w Urugwaju.
Beatyfikował ją papież Jan Paweł II 10 października 1993. 21 lutego 2020 papież Franciszek zatwierdził cud za jej wstawiennictwem, otwierając drogę do kanonizacji. Data uroczystości miała zostać ogłoszona na konsystorzu, który odbył się 3 maja 2021, lecz zostanie ogłoszona w innym terminie. 9 listopada 2021 Stolica Apostolska podała informacje o terminie uroczystości, podczas której nastąpi kanonizacja Marii Franciszki i sześciu innych błogosławionych.
15 maja 2022, podczas uroczystej mszy św. na placu świętego Piotra, papież Franciszek dokonał pierwszej od czasu pandemii COVID-19 i pierwszej od października 2019 kanonizacji bł. Marii Franciszki Rubatto i dziewięciu innych błogosławionych, wpisując ją w poczet świętych Kościoła katolickiego.